# 吉見岳城
吉見岳城（よしみだけじょう）は、福岡県久留米市にあった日本の城（山城）。

## 立地・構造
高良山から北西に延びる尾根上の標高175mの地点に位置し、眼下に筑後川や佐賀平野などが望める。東西55m、南北22mの本丸が最高所にあり、南以外の三方に土塁が築かれ、北西と南東に出丸、北側斜面には犬走りが設けられた。本丸の西の尾根に位置する二の丸は東西45m、南北17mの大きさで、さらにその西側には東西30m、南北20mの三の丸が配置されている。
高良山から当城に続く尾根や吉見岳から北と西に延びる尾根には大規模な堀切が設けられ、堅い防御を誇った。また、当城の北西には東光寺城、西には磐井城が支城として存在した。

## 歴史
築城者・築城時期は定かではなく、天文元年（1532年）に高良山の地侍・八尋式部が築城したという説や、天文3年（1534年）に大友義鑑が要害を設けて永禄12年（1569年）に大友義鎮が城を修築したという説がある。いずれにせよ大友氏の出陣の際に活用されており、傘下の高良山座主良寛も在城していた。天正15年4月11日（1587年）には九州征伐の途中で豊臣秀吉が陣所として龍造寺政家を謁見している。同年に久留米城に入った小早川秀包と座主・麟圭は争い、天正19年（1591年）に秀包に誘殺されて当城も廃された。